# Pace del Mela

Ubicació de Pace del Mela dins de la província

Pace del Mela (sicilià A Paci) és un municipi italià, dins de la ciutat metropolitana de Messina. L'any 2005 tenia 6.190 habitants. Limita amb els municipis de Condrò, Gualtieri Sicaminò, San Filippo del Mela, San Pier Niceto i Santa Lucia del Mela.

## Administració
| Període | Identitat        | Partit        |
| ------- | ---------------- | ------------- |
| 2008-   | Giuseppe Sciotto | Llista cívica |

## Agermanaments
- Llemotges
- Trícala